# Juliusz Petry
Juliusz Stefan Petry (ur. 13 grudnia 1890 w Łopiance k. Bolechowa, zm. 12 stycznia 1961 w Milanówku) – polski literat, organizator i twórca radiowy; pierwszy dyrektor Polskiego Radia Lwów i dyrektor Polskiego Radia Wilno, a po wojnie i przymusowym wysiedleniu ze Lwowa – we Wrocławiu; współorganizator TVP, autor licznych słuchowisk.

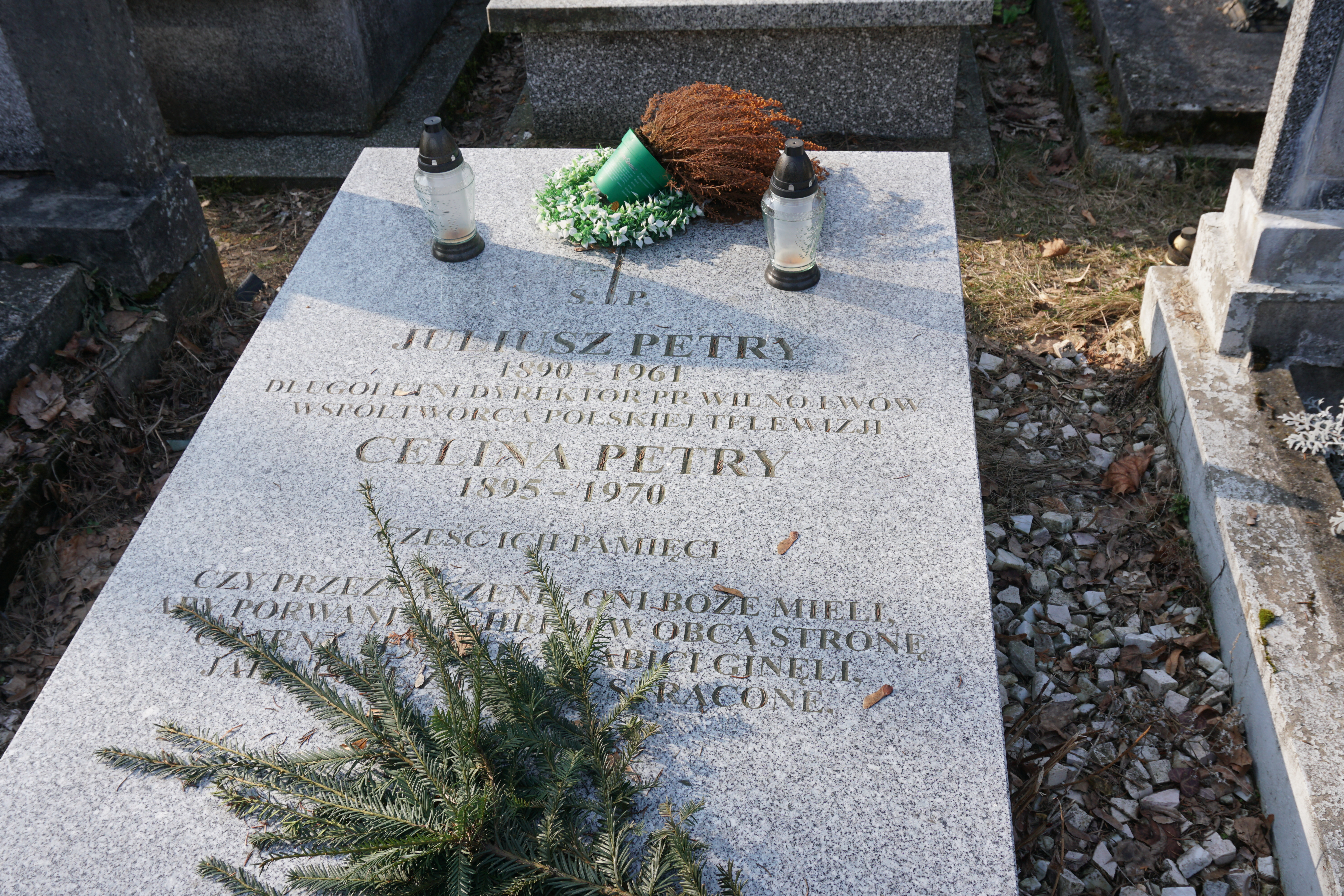
Grobowiec Juliusza Petrego i Celiny Nahlik

## Życiorys
Pochodził z ziemi stanisławowskiej. Urodził się w rodzinie Józefa i Felicji z Szyszkowskich. Zdał maturę w gimnazjum klasycznym i ukończył studia na Wydziale Filozoficznym Uniwersytetu Lwowskiego. Był stypendystą Zakładu Narodowego im. Ossolińskich. W latach 1914–1920 walczył w szeregach austriackich, a następnie Legionów Polskich. Po wyjściu do cywila był wykładowcą Państwowej Szkoły Technicznej we Lwowie. Poza pracą zawodową parał się działalnością literacką, należąc od 1922 r. do Związku Literatów Polskich. Za widowisko sceniczne Lwie Serca otrzymał nagrodę literacką miasta Lwowa. W 1930 r. został kierownikiem literackim, a następnie dyrektorem programowym Polskiego Radia we Lwowie.  
Od stycznia 1935 był wiceprezesem Koła Przyjaciół Związku Strzeleckiego przy Zarządzie ZS we Lwowie (stowarzyszenia wspierającego Związek Strzelecki, wiceprezesem KPZS Zenon Wachlowski, a innym członkiem został Kazimierz Szpaczyński).
W czerwcu 1937 odszedł z Polskiego Radia Wilno i powrócił do Polskiego Radia Lwów na stanowisko dyrektora.
11 listopada 1937 za zasługi na polu pracy zawodowej został odznaczony Złotym Krzyżem Zasługi.
Podczas II wojny światowej w trakcie okupacji niemieckiej w 1942 zawarł związek małżeński z Celiną Nahlik, spikerkę lwowskiego radia (1897–1970). Pracował w Polskim Komitecie Opiekuńczym, współpracując z ks. Michałem Rękasem przy niesieniu pomocy mieszkańcom Małopolski Wschodniej, którzy schronili się we Lwowie przed atakami nacjonalistów ukraińskich z OUN-UPA. W mieszkaniu Celiny przy ul. Zyblikiewicza 18 organizowano spotkania stanowiące konspiracyjną kontynuację działalności lwowskiego radia. Oboje organizowali też koncerty w prywatnych domach we Lwowie. W ramach wysiedlania Polaków ze Lwowa trafili w 1945 do Katowic, a następnie do Warszawy.
W latach 1946–1948 zasiadał w Miejskiej Radzie Narodowej we Wrocławiu z ramienia SD.
Zmarł 12 stycznia 1961 w Milanówku, gdzie został pochowany na miejscowym cmentarzu.